# Liubov Vólosova
Liubov Mijáilovna Vólosova –en ruso, Любовь Михайловна Волосова– (Tashtyp, 16 de agosto de 1982) es una deportista rusa que compitió en lucha libre.
Participó en los Juegos Olímpicos de Londres 2012, obteniendo una medalla de bronce en la categoría de 63 kg. Ganó 4 medallas en el Campeonato Mundial de Lucha entre los años 2001 y 2010, y 3 medallas en el Campeonato Europeo de Lucha entre los años 2004 y 2010.

## Palmarés internacional
| Juegos Olímpicos   | Juegos Olímpicos      | Juegos Olímpicos  | Juegos Olímpicos |
| Año                | Lugar                 | Medalla           | Categoría        |
| ------------------ | --------------------- | ----------------- | ---------------- |
| 2012               | Londres (Reino Unido) | Medalla de bronce | 63 kg            |
| Campeonato Mundial |                       |                   |                  |
| Año                | Lugar                 | Medalla           | Categoría        |
| 2001               | Sofía (Bulgaria)      | Medalla de plata  | kg               |
| 2008               | Tokio (Japón)         | Medalla de plata  | 63 kg            |
| 2009               | Herning (Dinamarca)   | Medalla de plata  | 63 kg            |
| 2010               | Moscú (Rusia)         | Medalla de bronce | 63 kg            |
| Campeonato Europeo |                       |                   |                  |
| Año                | Lugar                 | Medalla           | Categoría        |
| 2004               | Haparanda (Suecia)    | Medalla de bronce | 59 kg            |
| 2006               | Moscú (Rusia)         | Medalla de oro    | 59 kg            |
| 2010               | Bakú (Azerbaiyán)     | Medalla de oro    | 63 kg            |